# 陳十三
陳十三（英語：Robert Chan Sap Sam，1968年10月17日—），原名陳耀輝，1990年畢業於香港演藝學院，1991年加入亞洲電視成為編劇，後晉升為副創作經理。離開亞視後，先後加盟東方魅力成為全職編劇，和天幕電影製作公司擔任創作總監一職，及後重返亞視出任製作部副總監（創作）。代表作為《我和殭屍有個約會》、《少年英雄方世玉》、《倩女幽魂》等，有「香港鬼才編劇」之稱。
作為創作鬼才，陳十三筆觸領域廣泛，除為編劇之外，也是小說作家和報紙專欄作家。被太太萬綺雯愛稱「智者」。
2000年4月，陳十三與《我和殭屍有個約會》女主角萬綺雯相戀，7天後決定結婚，4個月後正式註冊。

## 曾參與工作
- 文化傳信漫畫編劇
- 文化傳信漫畫部創作策劃
- 亞洲電視演員
- 舞台劇演員
- 亞洲電視全職編劇
- 亞洲電視副創作經理
- 東方魅力全職編劇
- 天幕電影製作有限公司創作總監
- 亞洲電視製作部副總監（創作）
- 小說作家
- 報紙專欄作家
- 《十三號創庫》創辦人

## 電影作品
| 年份 | 名稱           | 職務 | 職務 | 職務 | 備註 |
| 年份 | 名稱           | 導演 | 編劇 | 監製 | 備註 |
| ---- | -------------- | ---- | ---- | ---- | ---- |
| 2024 | 驅魔龍族馬小玲 | 是   | 是   | 是   |      |

## 編劇作品

### 電影
- 1996年《金榜題名》
- 1999年《生人勿近之問米》
- 1999年《勾魂惡夢》
- 1999年《烈火戰車2之極速傳說》
- 2000年《一見鍾情》
- 2001年《不死情謎》
- 2001年《拳神》
- 2002年《衛斯理藍血人》
- 2007年《校墓處》：創作總監
- 2009年《小心眼》 曾於2006年第三十屆香港國際電影節中作世界首映：創作總監
- 2007年《人在江湖》：創作總監
- 2007年《危險人物》：創作總監
- 2007年《地獄第19層》
- 2008年《阿飛》：創作總監
- 2023年《驅魔龍族馬小玲》

### 電視
- 《精武門》
- 《碧血青天珍珠旗》
- 《我和春天有個約會》
- 《再見艷陽天》
- 《千王之王重出江湖》
- 《劍嘯江湖》
- 《97變色龍》
- 《等著你回來》又名《情定陰陽界》
- 《呆佬賀壽》
- 《少年英雄方世玉》
- 《縱橫四海》
- 《我和殭屍有個約會》
- 《我和殭屍有個約會II》
- 《我和殭屍有個約會III之永恆國度》
- 《亂世艷陽天》
- 《執法群英之生死一線》 （共八個單元劇）
- 《倩女幽魂》
- 《愛在有情天》
- 《少年包青天》故事原創
- 《軒轅劍之天之痕》
- 《唐宫燕》
- 《通天狄仁杰》
- 《玄門大師》
- 《守護神之保險調查》(策劃)
- 2021年《非凡三俠》

### 舞台劇
- 《紅、愛你一萬年》
- 《我們的華星時代》

## 外部連結
- 陳十三--萬綺雯的新浪微博
- 陳十三在互联网电影资料库（IMDb）上的資料（英文）（英文）
- 陳十三在香港影庫上的簡介
- 陳十三在豆瓣上的资料（简体中文）
- 陳十三在时光网上的簡介（简体中文）